# Laiazzo

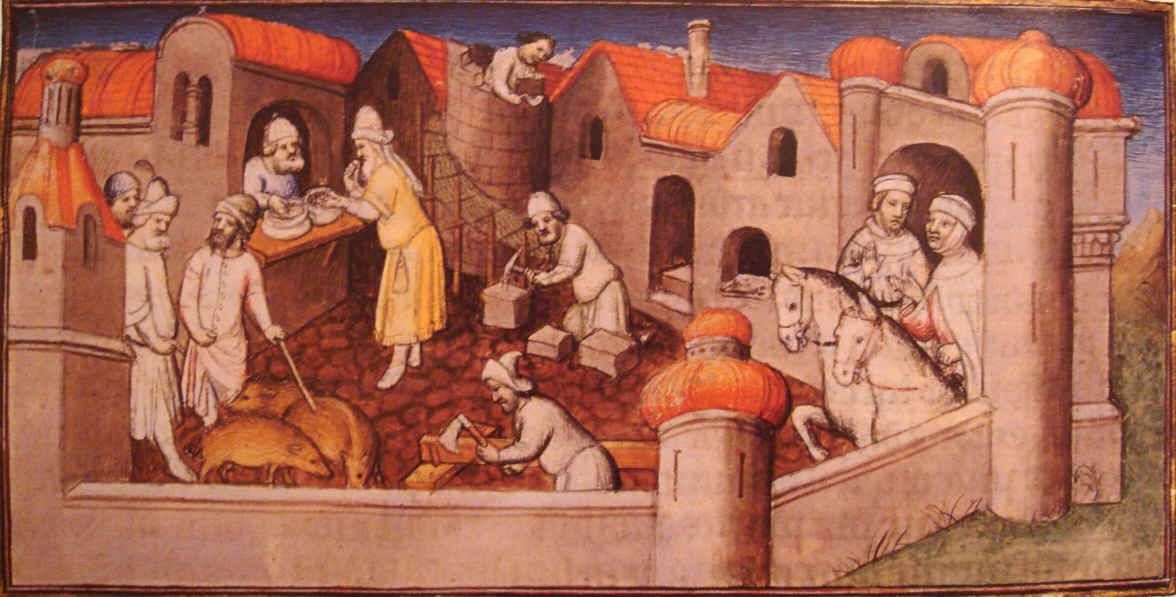
L'operoso porto di Laiazzo quando fu visitato da Marco Polo nel 1271; miniatura del XV secolo da Il Milione.

Laiazzo, o anche Ajazzo o Lajazzo sono i nomi medievali della piccola città di Ayas, oggi Yumurtalık, che si trova nel  distretto di Yumurtalık, nella Provincia di Adana, in Turchia, ad est della foce del fiume Pyramos, sul Golfo di Alessandretta.
In antichità si chiamava invece Ægea o Aegeae.

## Ægea
Ægea, città portuale della Cilicia, è citata in Pausania, v. 21.11.
Sulle sue monete è chiamata Aigai come l'arcaica capitale della Macedonia. 
La città è citata da Tacito nei suoi Annales XIII:8: Guerra tra  Armenia/Roma ed Iberia/Partia. 
Apollonio di Tiana iniziò i suoi studi ad Ægea nel I secolo, quando la città era al suo apice culturale.
La città di Ægea fu il luogo del martirio di san Talaleo (Talleleo) durante il regno di Numeriano (283-284); la Chiesa Ortodossa celebra la ricorrenza il 20 maggio.
Ad Ægea, dove probabilmente nacquero, i Santi Cosma e Damiano praticarono le loro leggendarie cure agli inizi del IV secolo.

## Laiazzo
Laiazzo divenne un'importante città portuale del Regno Armeno di Cilicia nella seconda metà del XIII secolo quando, con la caduta di San Giovanni d'Acri e l'insabbiamento del porto di Tarso, divenne il centro degli scambi commerciali tra Occidente ed Oriente, beneficiando di buoni collegamenti verso est.
Marco Polo sbarcò qui per iniziare il suo viaggio verso la Cina nel 1271.
(Marco Polo Il Milione Cap. 19)
La battaglia di Laiazzo fu combattuta sul mare vicino alla città nel 1294 e si concluse con la vittoria della flotta genovese sui veneziani.
Alcuni studiosi credono che Marco Polo sia stato preso prigioniero in questa occasione.

### Il commercio veneziano
In seguito al divieto papale del 1322 imposto ai veneziani di commerciare con l'Egitto il commercio veneto si spostò nel porto cristiano di Laiazzo, dove gli arabi facevano affluire le proprie merci. I re dell'Armenia accettavano questo stato di cose poiché gli introiti ricavati dai commerci permetteva loro di pagare al sultano dell'Egitto i tributi che ne garantivano l'indipendenza. Il divieto papale a Venezia decadde nel 1344 e conseguentemente Laiazzo uscì dalle rotte commerciali.
Boccaccio cita questa città in Decameron, V, 7, la novella di Teodoro e Violante, nella quale il giovane Teodoro viene riconosciuto come figlio di un nobiluomo d'Armenia (Erminia nel testo).
Nel XIII e XIV secolo Laiazzo passò varie volte di mano tra armeni e Mamelucchi e fu definitivamente presa da questi ultimi nel 1347.
Sotto gli Ottomani fu un caza nell'eyalet di Adana.